# Kruholeț, Șumsk
Kruholeț (în ucraineană Круголець) este un sat în comuna Kordîșiv din raionul Șumsk, regiunea Ternopil, Ucraina.

## Demografie
Componența lingvistică a localității Kruholeț
     Ucraineană (98,64%)
     Rusă (1,02%)
     Alte limbi (0,34%)
Conform recensământului din 2001, majoritatea populației localității Kruholeț era vorbitoare de ucraineană (98,64%), existând în minoritate și vorbitori de rusă (1,02%).